# Чапаевское (Акмолинская область)
Чапаевское (каз. Чапаев) — село в Жаксынском районе Акмолинской области Казахстана, является административным центром и единственным населённым пунктом административно-территориального образования «Села Чапаевское». 
Код КАТО — 115277100.

## География
Село расположено на реке Кызылсу в 47 километрах на запад от райцентра, в 350 километрах от областного центра.

## Население
В 1989 году население села составляло 984 (из них русские 32%, немцы 20%).
В 1999 году население села составляло 810 человек (398 мужчин и 412 женщин). По данным переписи 2009 года, в селе проживало 526 человек (257 мужчин и 269 женщин).
Динамика численности населения.
| 1989 | 1999 | 2009 |
| ---- | ---- | ---- |
| 984  | 810  | 526  |